# Sergio Gómez Martín
Sergio Gómez Martín (Badalona, Barcelona, 4 de septiembre de 2000) es un futbolista español. Juega de defensa o centrocampista y su equipo es la Real Sociedad de la Primera División de España.

## Trayectoria
Sergio Gómez fue parte de las inferiores del F. C. Barcelona desde 2010, luego de pasar por el CF Trajana, C. F. Badalona y R. C. D. Espanyol. Debutó con el F. C. Barcelona "B" el 6 de enero de 2018 en el empate 1-1 en la visita al Real Zaragoza en un partido de la Segunda División.
El 30 de enero de 2018 fichó por el Borussia Dortmund de la Bundesliga alemana. Inicialmente fue parte del equipo sub-19, para luego ser parte del primer equipo el 1 de julio de 2019. Debutó con el primer equipo el 8 de abril de 2018 contra el VfB Stuttgart.
El 12 de agosto de 2019 la Sociedad Deportiva Huesca anunció su incorporación tras llegar a un acuerdo para su cesión durante una temporada. En esta lograron el ascenso a Primera División, y en septiembre de 2020 volvió a ser cedido al conjunto oscense.
El 30 de junio de 2021 fichó por el R. S. C. Anderlecht. Durante la temporada jugó 49 partidos y fue nombrado mejor jugador del club.
El 16 de agosto de 2022 inició un nuevo capítulo en su carrera después de llegar al Manchester City F. C. para jugar las siguientes cuatro campañas. Cumplió la mitad de ellas, ya que en julio de 2024 regresó al fútbol español tras ser traspasado a la Real Sociedad.

## Selección nacional
En octubre de 2024, después de haber sido internacional en todas las categorías inferiores de España, con las que ganó la Eurocopa Sub-17 de 2017, la Eurocopa Sub-19 de 2019 y la medalla de oro en los Juegos Olímpicos de París 2024, fue convocado por primera vez con la selección absoluta. Hizo su debut el día 12 de ese mismo mes jugando los últimos instantes de un partido de la Liga de Naciones de la UEFA 2024-25 ante Dinamarca que ganaron por la mínima.

## Estadísticas

### Clubes
Actualizado al último partido disputado el 16 de agosto de 2025.
| Club                             | Div.          | Temporada     | Liga  | Liga  | Copas nacionales | Copas nacionales | Copas internacionales | Copas internacionales | Total | Total |
| Club                             | Div.          | Temporada     | Part. | Goles | Part.            | Goles            | Part.                 | Goles                 | Part. | Goles |
| -------------------------------- | ------------- | ------------- | ----- | ----- | ---------------- | ---------------- | --------------------- | --------------------- | ----- | ----- |
| F. C. Barcelona "B" · España     | 2.ª           | 2017-18       | 2     | 0     | ―                | ―                | ―                     | ―                     | 2     | 0     |
| F. C. Barcelona "B" · España     | Total club    | Total club    | 2     | 0     | 0                | 0                | 0                     | 0                     | 2     | 0     |
| Borussia Dortmund · Alemania     | 1.ª           | 2017-18       | 2     | 0     | ―                | ―                | 0                     | 0                     | 2     | 0     |
| Borussia Dortmund · Alemania     | 1.ª           | 2018-19       | 0     | 0     | 0                | 0                | 1                     | 0                     | 1     | 0     |
| Borussia Dortmund · Alemania     | Total club    | Total club    | 2     | 0     | 0                | 0                | 1                     | 0                     | 3     | 0     |
| Borussia Dortmund II · Alemania  | 4.ª           | 2018-19       | 14    | 2     | ―                | ―                | ―                     | ―                     | 14    | 2     |
| Borussia Dortmund II · Alemania  | Total club    | Total club    | 14    | 2     | 0                | 0                | 0                     | 0                     | 14    | 2     |
| S. D. Huesca · España            | 2.ª           | 2019-20       | 36    | 1     | 1                | 0                | ―                     | ―                     | 37    | 1     |
| S. D. Huesca · España            | 1.ª           | 2020-21       | 29    | 0     | 2                | 0                | ―                     | ―                     | 31    | 0     |
| S. D. Huesca · España            | Total club    | Total club    | 65    | 1     | 3                | 0                | 0                     | 0                     | 68    | 1     |
| R. S. C. Anderlecht · Bélgica    | 1.ª           | 2021-22       | 39    | 6     | 6                | 1                | 4                     | 0                     | 49    | 7     |
| R. S. C. Anderlecht · Bélgica    | 1.ª           | 2022-23       | 1     | 0     | ―                | ―                | 0                     | 0                     | 1     | 0     |
| R. S. C. Anderlecht · Bélgica    | Total club    | Total club    | 40    | 6     | 6                | 1                | 4                     | 0                     | 50    | 7     |
| Manchester City F. C. Inglaterra | 1.ª           | 2022-23       | 12    | 0     | 6                | 0                | 5                     | 0                     | 23    | 0     |
| Manchester City F. C. Inglaterra | 1.ª           | 2023-24       | 6     | 0     | 3                | 0                | 6                     | 0                     | 15    | 0     |
| Manchester City F. C. Inglaterra | Total club    | Total club    | 18    | 0     | 9                | 0                | 11                    | 0                     | 38    | 0     |
| Real Sociedad · España           | 1.ª           | 2024-25       | 37    | 2     | 6                | 2                | 6                     | 1                     | 49    | 5     |
| Real Sociedad · España           | 1.ª           | 2025-26       | 1     | 0     | 0                | 0                | ―                     | ―                     | 1     | 0     |
| Real Sociedad · España           | Total club    | Total club    | 38    | 2     | 6                | 2                | 6                     | 1                     | 50    | 5     |
| Total carrera                    | Total carrera | Total carrera | 179   | 11    | 24               | 3                | 22                    | 1                     | 225   | 15    |
| 1. 2.                            |               |               |       |       |                  |                  |                       |                       |       |       |

### Selección nacional
| Selección       | Temporada | Encuentros | Encuentros |
| Selección       | Temporada | Part.      | Goles      |
| --------------- | --------- | ---------- | ---------- |
| Sub-16 · España | 2016      | 3          | 0          |
| Sub-16 · España | Total     | 3          | 0          |
| Sub-17 · España | 2016-2017 | 23         | 8          |
| Sub-17 · España | Total     | 23         | 8          |
| Sub-18 · España | 2018      | 4          | 2          |
| Sub-18 · España | Total     | 4          | 2          |
| Sub-19 · España | 2018-     | 6          | 1          |
| Sub-19 · España | Total     | 6          | 1          |

## Palmarés

### Títulos nacionales
| Título         | Club                  | País       | Año  |
| -------------- | --------------------- | ---------- | ---- |
| Premier League | Manchester City F. C. | Inglaterra | 2023 |
| FA Cup         | Manchester City F. C. | Inglaterra | 2023 |
| Premier League | Manchester City F. C. | Inglaterra | 2024 |

### Títulos internacionales
| Título                       | Equipo (*)            | Sede           | Año  |
| ---------------------------- | --------------------- | -------------- | ---- |
| Eurocopa Sub-17              | España sub-17         | Croacia        | 2017 |
| Juegos Mediterráneos         | España sub-18         | España         | 2018 |
| Eurocopa Sub-19              | España sub-19         | Armenia        | 2019 |
| Liga de Campeones de la UEFA | Manchester City F. C. | Estambul       | 2023 |
| Supercopa de Europa          | Manchester City F. C. | El Pireo       | 2023 |
| Copa Mundial de Clubes       | Manchester City F. C. | Arabia Saudita | 2023 |
| Juegos Olímpicos             | España sub-23         | París          | 2024 |

(*) Incluyendo la selección.